# Parlagi Ilonka
Aranyi Lászlóné Parlagi Ilonka (Kolozsvár, 1912. január 28. – ?) színésznő.

## Életútja
Parlagi Lajos és Ehrlich Ilona lánya. Apja nevelte őt a színpadra és első sikerét Török Rezső „Forog, vagy nem forog" című egyfelvonásosában aratta. Dr. Janovics Jenő igazgatása alatt kezdett kibontakozni szépen fejlődő tehetsége és sikerrel játszotta többek között a következő szerepeket:
- Márta (Nagymama)
- Elsie (Darázsfészek)
- Tóth Mari (A Noszty fiú esete Tóth Marival)
- Vera (Te nem ismered Verát)

A második világháború idején zsidó származása miatt a Stutthof-i koncentrációs táborba deportálták. További sorsa ismeretlen.